# Pontiac Sunburst

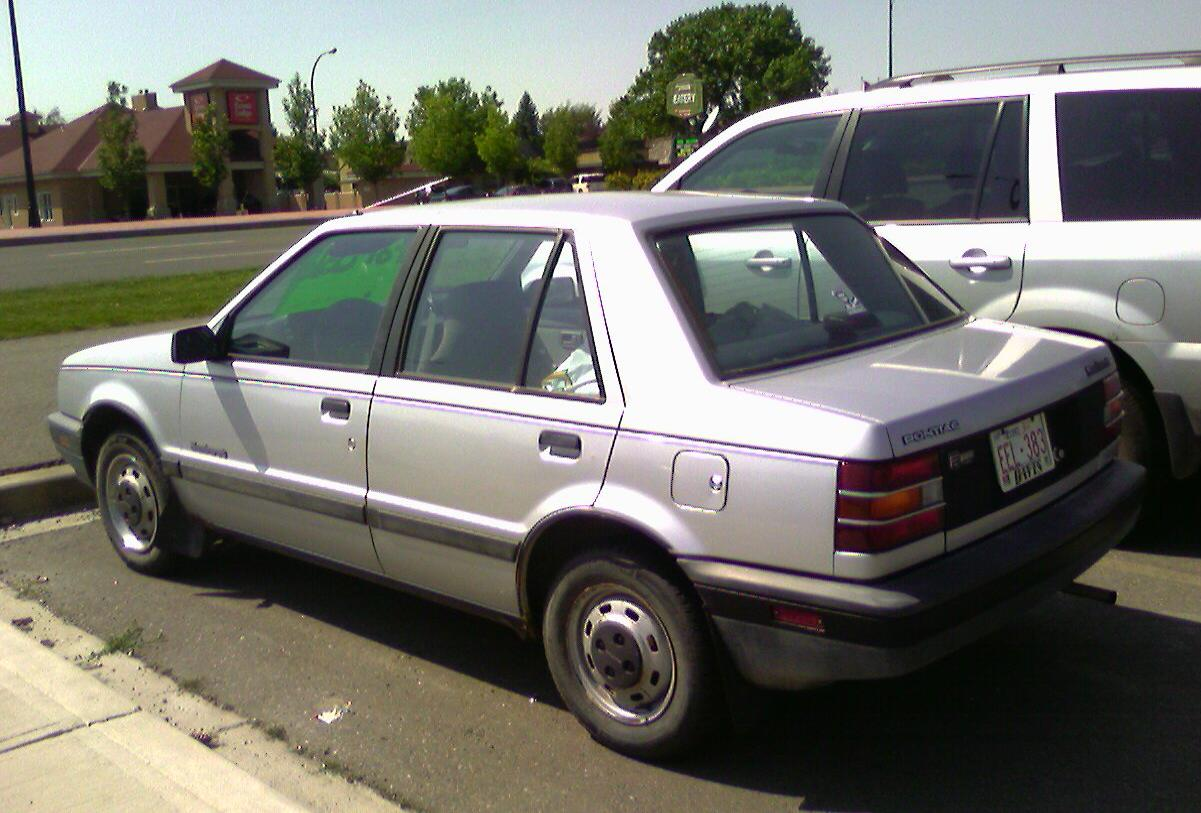
Вид сзади

Pontiac Sunburst — субкомпактный автомобиль, выпускавшийся с 1984 по 1988 год подразделением Pontiac компании General Motors.

## История и описание модели
В 1984 году в Канаде открылся филиал General Motors. Было принято решение расширить портфолио Pontiac за счёт добавления моделей Isuzu I-Mark и Chevrolet Spectrum.
Автомобиль получил название Sunburst и минимальные визуальные изменения, отличаясь только решёткой радиатора и маркировкой кузова. В модельном ряду Pontiac автомобиль сменил Acadian — ребеджинг Chevrolet Chevette.
Импорт Pontiac Sunburst с Иокогамы продолжался до 1988 года.

### Комплектации
- LS
- RS

### Двигатели
- R4 1.3 л
- R4 1.4 л
- R4 1.6 л